# Acido 3-deidrochinico
L'acido 3-deidrochinico (DHQ) è un intermedio della via dello shikimato.
Si forma dal 3-deossi-arabino-eptulosonato-7-fosfato in una reazione catalizzata dall'enzima 3-deidrochinato sintasi.
Immagini relative all' DHQ